# Herbert von Karajan
Herbert von Karajan (Heribert Ritter von Karajan) (Salzburg, 1908. április 5. – Anif, 1989. július 16.) osztrák karmester, a 20. század egyik legjelentősebb dirigense.
Sok kitűnő szimfonikus- és operazenekart vezényelt, számos komolyzenei felvételt készített. Operaházak, zenekarok, zenei fesztiválok igazgatója, művészeti vezetője. Ő állította össze az Európai Unió himnuszát.

## Életútja

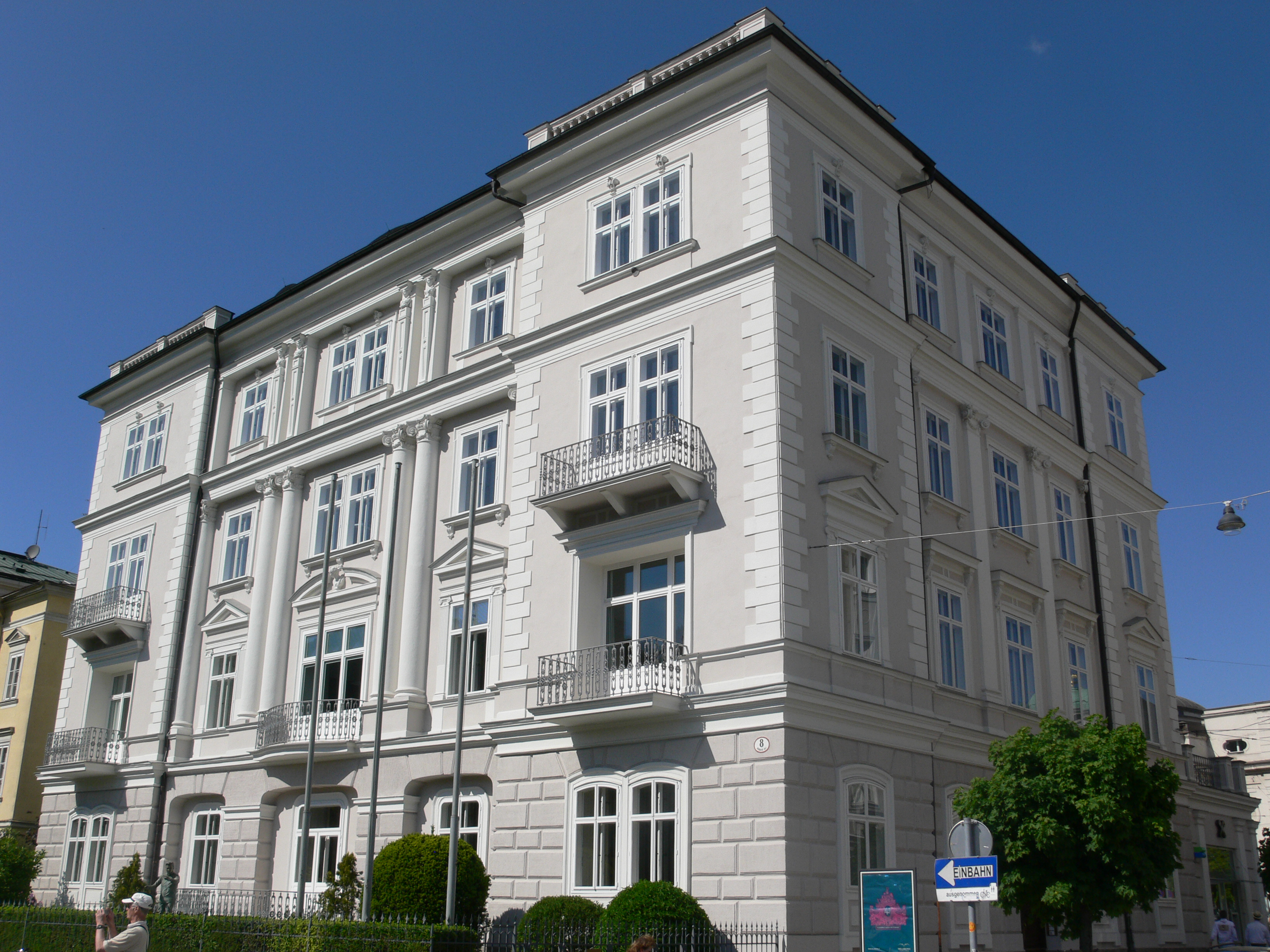
Salzburgi szülőháza

1908. április 5-én született Salzburgban, származását tekintve részben görög, részben aromán, Németföldön virágzó üzletet teremtve nemességet szerzett családban.
1916–1926 között a Mozarteum konzervatóriumában tanult, Salzburgban. 1933-ban belépett Adolf Hitler pártjába, és bár első bemutatkozása, amikor a Nürnbergi mesterdalnokokat fejből vezényelve, belesült és a szólamok összeakadtak, mégis a Führer ünnepelt karmestere lett, mivel Hermann Göring támogatta. Amint főigazgató lett, beleegyezett, hogy a nemzetiszocialisták szekerét tolja. A Westdeutscher Beobachter kritikája Karajanról: „ő az az ember, aki a mi újjászerveződő művészeti életünket el tudja indítani abban a szellemben és abban az irányban, amelyet a nemzetiszocializmus követel.”
A következő évben a Birodalmi Zenei Kamarától megkapta a megfelelő igazolványt és megbízást, hogy színházi működése körén túl, a város zenei életét is irányítsa és szervezze. Leszerződtette a legjobb neveket Aachen számára. Operaelőadási színvonalának hamarosan híre ment. Biztos kézzel választotta ki a munkatársait. Segítségre valóban szüksége volt, mert egy idény műsorterve hat nyolc operapremiert, hat dupla bérleti hangversenyt, nyolc munkás szimfonikus hangversenyt írt elő. Az előkészítéseket mások végezték Karajan csak a főpróbákon jelent meg. Már ebben az időben is inkább félték az emberek, mint szerették. Hosszú időre tervezett, karrierjét szervezte azzal, hogy elsajátította a reprezentatív standard programot, amellyel a második világháború után beutazta a világot. Mindent magához ragadott, beleszólt a rendezők munkájába, a próbákon mindent felborított és hamarosan meg volt győződve arról, hogy önmagának ő a legjobb rendezője. Aachenen túl messze kiható kulturális kisugárzása lett.

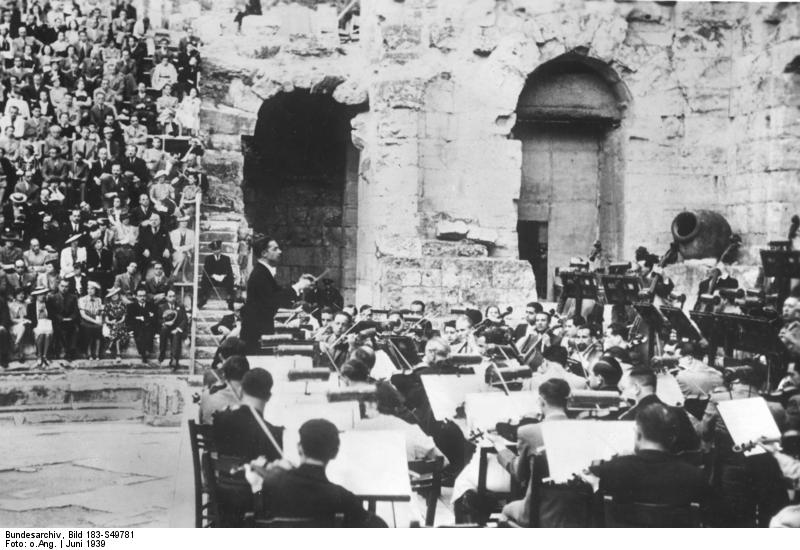
A Herodes Atticusban, Athén, 1939

Karajan rövid idő alatt Aachenen és a német határvidéken kívül is hírnévre tett szert. Aachenben úttörő munkát végzett az új Németország elvhű zenéjének érdekében. 1937-ben először vendégszerepelt a Bécsi Staatsoperben, ahová Erwin Kerber szerződtetni akarta, de ő visszautasította az ajánlatot, mert az volt a benyomása, hogy ott csupán másodszerepe lehetne. Debütálása után a főzeneigazgató azt tanácsolta neki, hogy jobban mélyüljön el a partitúra ismeretében. Karajan a szívére vette. Később már partitúra nélkül dirigált, szuverén módon uralta a zenét.
1938-ban feleségül vette a nála 11 évvel idősebb énekesnőt, Elmy Holgerloeföt. Kérvényezte a birodalom központjától a párttagkönyvet. A pártvezetés utánanézett tagsági ügyének, s kiderült, hogy Karajant tagdíjhátralék terheli. A tagság kérdésének tisztázása után, a körzet vezetése helyt adott a tagkönyv iránti kérelemnek.
Karajan négy hét alatt előkészített Fideliót hozott ki. Öt nappal később ismét lehetőséget kapott, hogy hű párttagnak bizonyuljon: Adolf Hitler születésnapján a Fidelio ünnepélyes megismétlésével fejezte ki tiszteletét a Führer iránt. Debütálását a Berlini Filharmonikusokkal mindenki nagy eseménynek tartotta. Az Allgemeine Zeitung így írt: „Abszolút önálló, markáns személyiség: a zenei élmény elementáris szenvedélyét, a férfias akaraterőt és szellemi koncentrációt testesíti meg…”

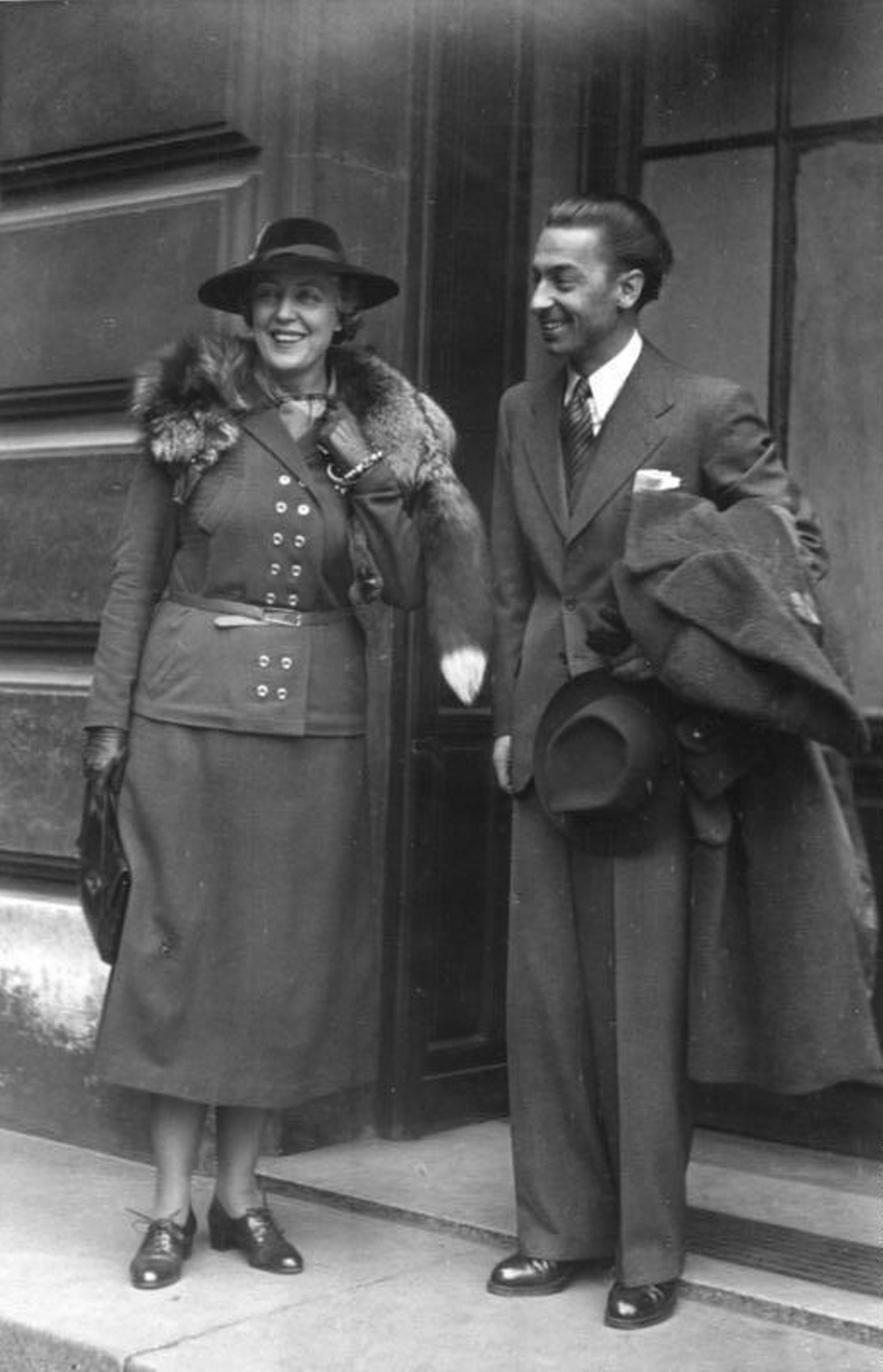
Germaine Lubinnel, 1941

Meggyőző sikerei alapján Hans von Benda két további koncertre szerződtette, majd Göring marsall, porosz miniszterelnök, meghívta a Berlini Staatsoperhez. Közreműködhetett egy olyan előadásban, amely a Harmadik Birodalom legjobb művészeinek a vállán nyugodott, felért a rezsim minden szempontból kötelezettséget jelentő kitüntetésével. A nagy siker meghozta számára az első lemezfelvételt (A varázsfuvola nyitánya). Mit sem törődve a bel- és külpolitikával, folytatta üstökösszerű felemelkedését.
Karajan sikerei nem csak belső adottságaiból fakadtak. Énje elválaszthatatlanul összeforrott a közönséggel, amelytől válaszul megkapta az önigazoláshoz szükséges sikert. Ettől megerősödött az önmagába vetett hite, amely aztán lenyűgözően visszahatott a környezetére.
Karajan az állam kulturális megbízottja volt, feladataként kapta a nemzetiszocialista Németország kultúrfölényének hirdetését.
Megbízták a Berlini Staatsoper szimfonikus koncertjeinek dirigálásával, így Wilhelm Furtwängler vetélytársává lépett elő. Az opera zenekarával összesen öt lemezt adott ki. Lemezpiaci értékét korán felismerték és alaposan ki is használták. A háború végéig a Deutsche Grammophon Gesellschafttal huszonhárom lemezt produkált.
Goebbels propagandaminiszter javaslatára megkapta állami karmesterré való kinevezését, amit Hitler aláírása emelt jogerőre. Karajan ezzel pályája csúcsára érkezett.
A Staatsoperben négy karmester dolgozott. Victor de Sabata, Werner Egk, Robert Heger és Karajan, aki az egész repertoárt vezényelte a Nürnbergi mesterdalnokoktól és a Salométól az Elektráig és a Carmina Buranáig.
Aachen és Berlin között ide-oda utazott, mindkét helyen sikert aratott. 1939 júniusában Pál jugoszláv régensherceg tiszteletére a Führer ünnepi előadást óhajtott végignézni az Operában. Karajan a nemzetiszocialista operának tekintett Mesterdalnokokat vezényelte. Hitler kedvenc operájának, a nemzetiszocializmus hivatalos művészi szimbólumának előadása hódolat jele volt a Vezér és vendégei előtt.
1940 végén Karajant elküldték a meghódított Franciaországba, hogy képviselje a német nemzetet, rokonszenvet ébresszen iránta és bemutassa kulturális fölényét. Párizsban nagy propagandamunkát végzett.

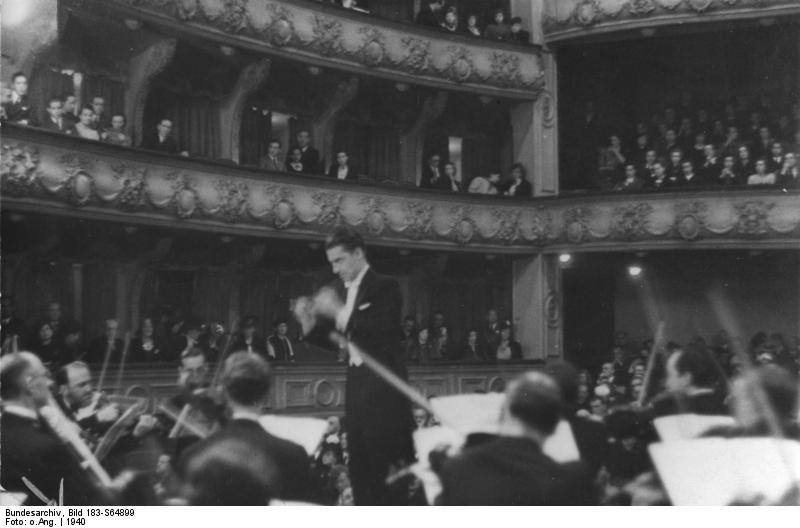
Madridban, 1940

Karajan állandó ingázásai a városok között a házasságába került. Berlinben ismerte meg Anna Marie Gütermannt (Anita), egy varróselyemgyáros dinasztiából származó hölgyet. Anitának egy, a rezsim szemében megbocsáthatatlan hibája volt: ereiben zsidó vér folyt. Nem túl sok, még annyi sem, hogy a nürnbergi faji törvények hatálya alá essék, de több annál, ami Karajan pályája szempontjából előnyös volt.
A háború első éveiben Furtwängler és Karajan között művészi konkurenciaharc folyt. Furtwängler már kezdetben bizalmatlan volt a sajtóban oly nagy helyet elfoglaló fiatal riválisa iránt. Goebbelst uszította Karajan ellen. Goebbels: „Furtwängler botrányt csap Karajan miatt. Karajan hagyja, hogy a sajtóban istenítsék. Ebben Furtwänglernek igaza van. Végül is ő a világnagyság. Ezt le fogom állítani.”
Karajant a rezsim arra próbálta használni, hogy a politikailag olykor kényelmetlen Furtwängler ellen kijátssza, művészi síkon félretegye, vagyis ellenlábasaként kellett működnie. Gőzerővel folyt kettejük között a harc, amely végül Furtwängler győzelmével végződött, aki az intrika nagymestere volt és nem tűrt maga mellett rangos karmestert, minden eszközzel harcolt ifjabb kollégája ellen.
1941-ben bombatalálat következtében leégett a berlini Operaház. Furtwängler tiltakozásai ellenére átmenetileg a Filharmóniába, az ő sikerei színhelyére helyezték át. Furtwängler Karajannal szemben nem volt párttag. Hagyta, hogy Goebbels mint elismert világnagyságot az utolsó pillanatig a rezsim szolgálatába állítsa, anélkül hogy egy korai és talán meggondolatlan lépéssel belépjen a pártba. Valóban sok zsidó muzsikuson segített a háborúban, de végül annak utolsó hónapjaiban cserben is hagyta őket. Nem politizáló, politika fölött álló művészként úgy gondolta, hogy aktívan politizál a nemzetiszocializmus ellen. Saját kijelentése szerint már 1933-ban pontosan tudta, hogy mi a nácik álláspontja a zsidósággal kapcsolatban, engedte hogy a háború utolsó évéig a birodalom kultúrpolitikájának szekerébe fogják és eközben nem vette észre, vagy politikai naivságában nem ismerte fel, hogy a saját céljukra használják, és ennek következtében a nemzetiszocializmust elutasító magatartása következetlenségnek tűnik.
1942-ben Karajan azt vette észre hogy kijátszották. Úgy gondolta, hogy a főintendáns keze van a dologban. Tietjen azt mondta Goebbelsnek, hogy Karajan mértéktelen követelésekkel lépett fel. Ezekkel akarta Furtwängler elleni harcát győzelemre vinni. Tietjen Goebbelsnél keresett védelmet és meg is kapta azt. Karajan annak a hatalmi rendszernek esett áldozatul, amelynek a karrierjét is köszönhette. Az Állami Zenekar hangversenyei mellett továbbra is kapott feladatokat a nyilvánosság kizárásával.
1942-ben másodszor is megnősült. Megelégedett a polgári esküvővel. Ez tette lehetővé számára, hogy kihasználva az egyház nyújtotta jogot, harmadik feleségét egyházilag is nőül vegye. A háború után az osztrák „nácitlanító” bizottság előtt azt vallotta, hogy a negyedrészben zsidó nővel kötött házassága miatt 1942-ben párttörvényszék elé került, ahol bejelentette kilépését a pártból. Ugyanez a bizottság azt is elhitte neki, hogy 1935-ben Aachenben csak a forma kedvéért csatlakozott a párthoz. Ez nem fedi a valóságot, mert 1933-tól 1937-ig a pártba belépni nem lehetett, csak úgy, ha valaki tagja volt már valamilyen csoportnak (SA, SS). Hitler egyes esetekben kivételeket engedélyezett. Karajan, aki Goebbels és Göring védence volt, kivételezett helyzetbe került, de soha nem lépett ki a pártból, a tagsági kartonján ugyanis ennek semmi jele sincs. Későbbi nyilatkozatai a be- és kilépéséről csak a kínos múlt elködösítésére szolgáltak. Goebbels személyes utasítást bocsátott ki, hogy hagyják békén Frau von Karajan családfáját.
Hat héttel a háború befejezése előtt sikerült feleségével együtt elhagynia Berlint. Az ürügy amellyel az életmentő vízumot kérte, az volt, hogy egy németek felügyelete alatt álló milánói rádióban felvételeket kell készítenie. Ilyesmire nem került sor, itt kapta a hírt a birodalom összeomlásáról.
Egyike volt azoknak a művészeknek, akiknek pályája a nemzetiszocialista államban indult és akiknek fejlődését a politikai körülmények alakították. Amikor a Harmadik Birodalomban a muzsika nem létező, csak elképzelt apolitikus szigetére vonult vissza, azt hitte, hogy ott meg is menekül. De a zene és a politika összefonódása a Harmadik Birodalomban a rendszer lényegéhez tartozott. Később bármikor, amikor szó esett a Birodalomban játszott szerepéről, Karajan férfias módon vállalta múltját, soha nem gyakorolt önkritikát. Azt nyilatkozta: „semmiféle lelkiismeret-furdalásom nincs… ugyanúgy csinálnám megint.”

## Érdemei a hangrögzítésben
1939–1945 között a Berlini Staatsoper művészeti vezetőjeként, nevéhez fűződik a világ első sztereófelvételének elkészítése. Meghatározó személyiség volt a digitális hangfelvétel kifejlesztésében is, úttörő szerepet vállalt e technológia és a CD-formátum népszerűsítésében. A legenda szerint az ő kedvéért a 60 perces műsoridőre tervezett compact disc-eket 74 percesre bővítették, hogy Beethoven általa vezényelt IX. szimfóniája ráférjen egy lemezre.

## A háború után

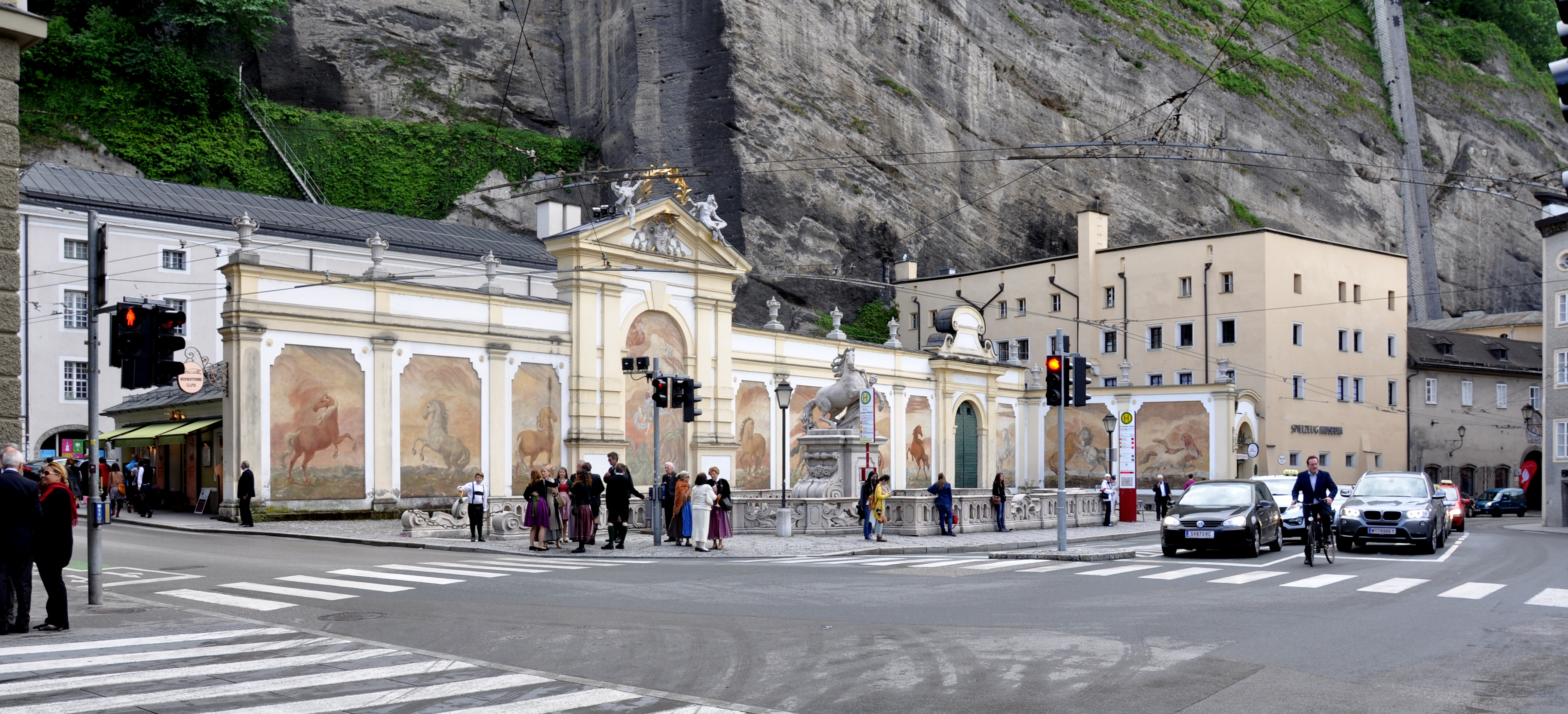
Salzburg, Herbert-von-Karajan-Platz

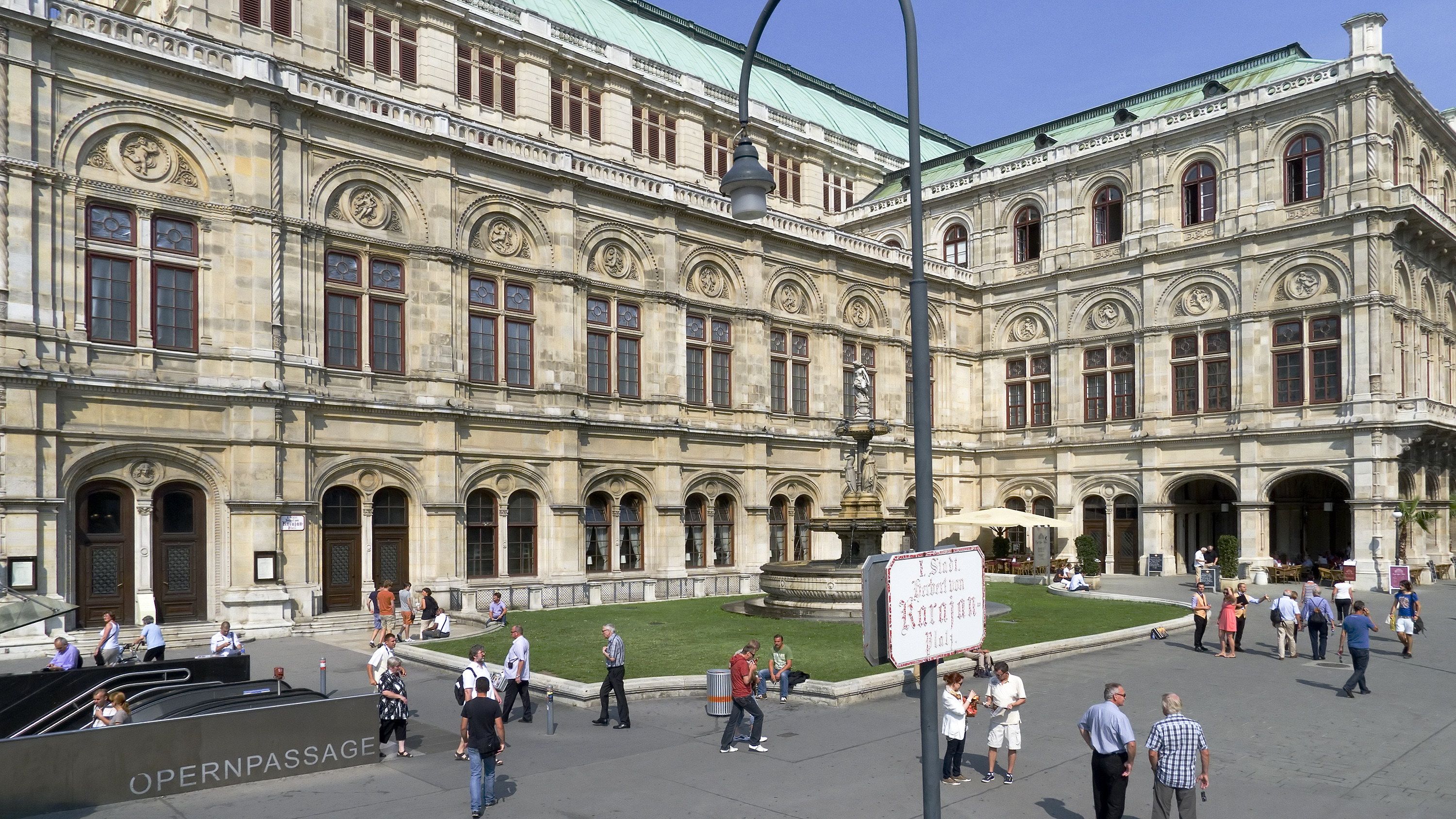
Bécs, Herbert-von-Karajan-Platz

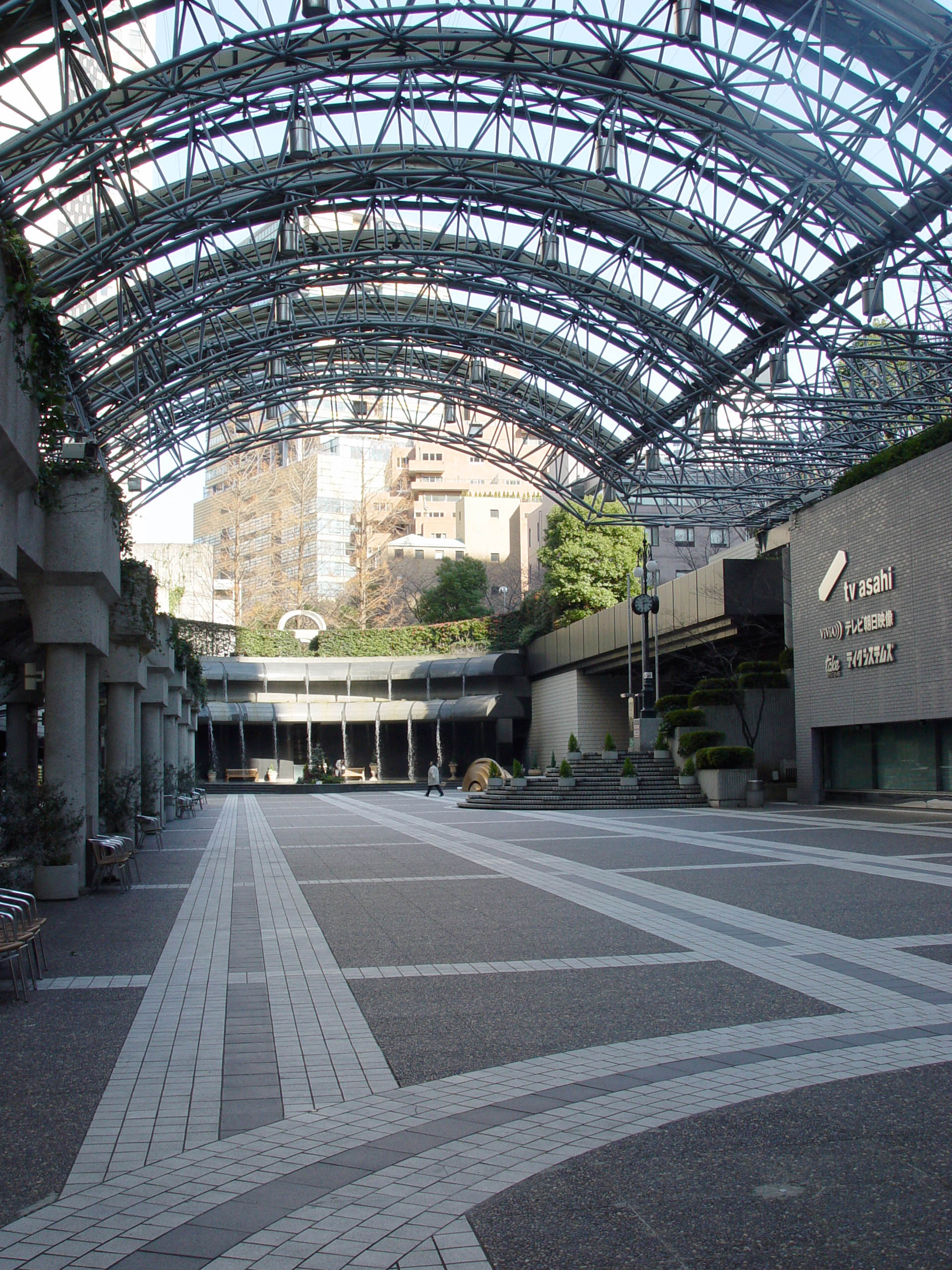
H. v. Karajan tér, Tokió

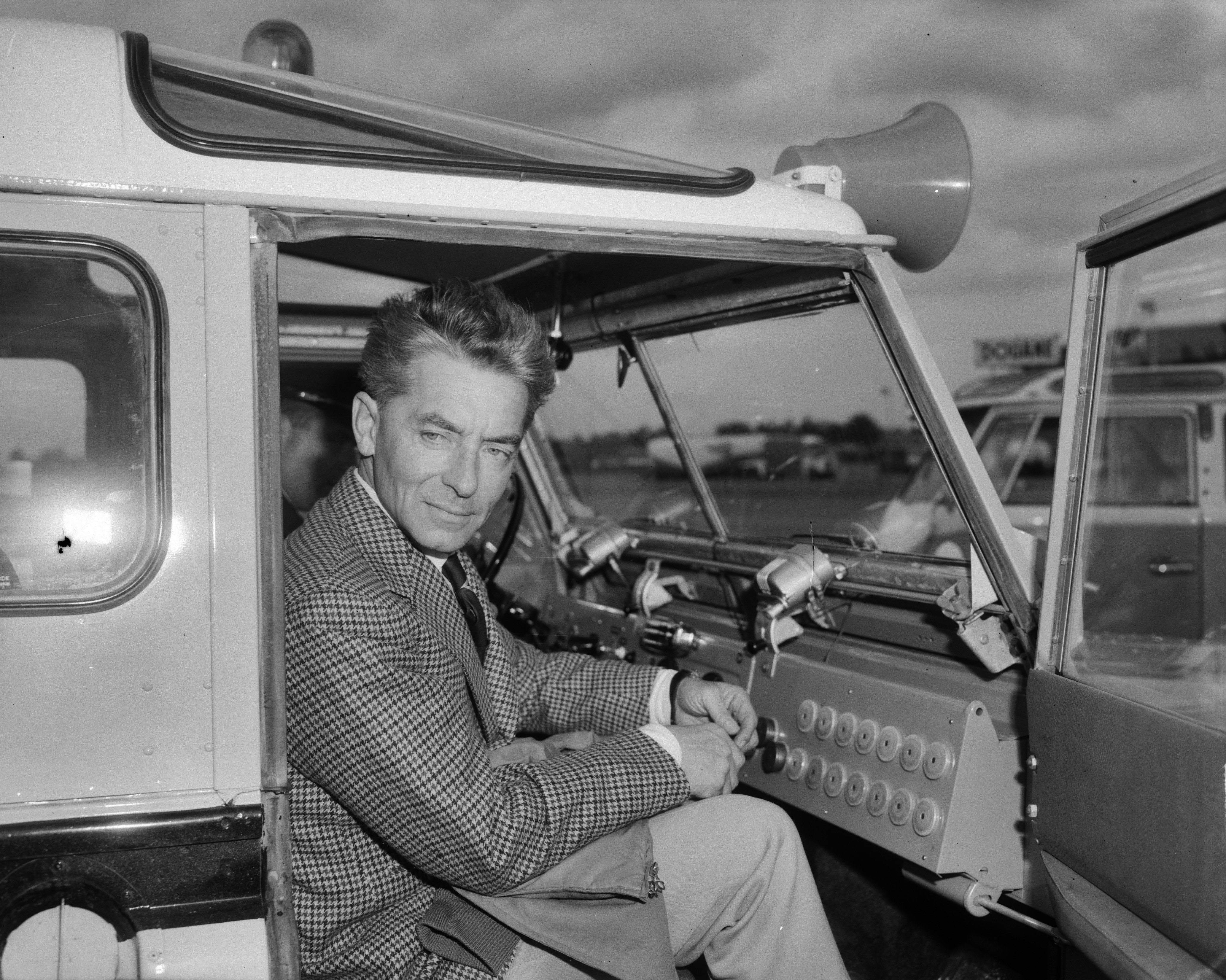
1963-ban

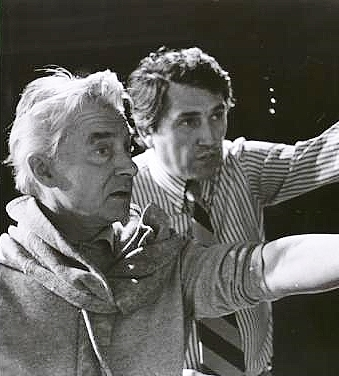
Günther Schneider-Siemssennel

Edward Astley, a milánói és trieszti brit titkosszolgálat tisztjeként az angol nyelvű rádióadások és a trieszti színház vezetőjeként Karajant alkalmazta és kampányolt amellett, hogy a mester megkapja a Bécsi Filharmonikusok vezetését. Karajannal szemben a nácitlanító eljárás nem talált semmilyen írásos bizonyítékot, amúgy is „eleget szenvedett“ és mindig csak a zenének élt. 1946. január 12-én Bécsben megtartotta első háború utáni koncertjét, a szovjet megszállók azonban NSDAP-tagsága miatt eltiltották és csak 1947-ben térhetett vissza hivatásához.
1948-ban igazgatója és alapító tagja, 1949-től pedig örökös tagja lett a Bécsi Zenebarátok Társaságának. Ezzel megindulhatott saját pályafutása is. 1948-ban debütált a Milánói Scalában, ahol húsz éven át, 1968-ig állandó vendég volt karmesterként és rendezőként.
1951-ben első ízben dirigálta a Bayreuthi Ünnepi Játékokat, 1952 után azonban többé nem tért vissza Bayreuthba, mert rendezői stílusa nem egyezett meg Wieland Wagnerével. 1955-ben Wilhelm Furtwänglert és Sergiu Celibidache-t követte a Berlini Filharmonikusok vezető karnagyi posztján.
1954 decemberében, röviddel Furtwängler halála után, Berlin kulturális szenátora, Joachim Tiburtius megkérdezte Karajant, hogy vállalja-e a még Furtwängler életében, 1955 márciusára tervezett USA-turnét a zenekarral. Karajan válasza: „Ezer örömmel, de csak mint kijelölt utód és művészeti vezető“. Amikor Karajan 1955-ben a Berlini Filharmonikusokat vezényelte New Yorkban, drámai tüntetések voltak Németország és a személye ellen. 1956-tól élete végéig szóló szerződésétől a Filharmonikusokkal, 1989 áprilisában visszalépett, minthogy a város anyagi támogatása már nem igényelte az ő szakértelmét.
1956. szeptember 1. és 1964. augusztus 31. között, a bécsi Staatsoper igazgatójaként sokat tett az operaház világhírének megalapozásáért sok fontos énekes bemutatkozását lehetővé téve.
Mivel a német szövetségi színházi menedzsmenttel munkaügyi vitába keveredett, 1962. február 7-én beadta első felmondását. Egy második konfliktus, amely Karajan társrendezője Egon Hilbert, az Oktatási Minisztérium, a Szövetségi Színház közigazgatása, a szakszervezet elnöke, a kancellár között a közigazgatási bíróságon folyt, 1964. május 11-én Karajan végleges lemondásához vezetett, miután 1963 őszén Puccini Bohémélet ének közös német-olasz operaelőadása kapcsán (tévesen) mint idegennek sugalmazó karmesternek, a szakszervezet megvonta a munkavállalási engedélyét.

### A nevéhez köthető ősbemutatók
A klasszikus és romantikus repertoár nagy művei mellett Herbert von Karajan újra és újra gondoskodott ritkaságok első bemutatásáról, vagyis világpremierjéről. Érdemes itt megemlíteni többek közt:
Christoph Willibald Gluck: Orfeusz és Euridiké opera, első nyilvános előadás, salzburgi Sziklalovarda (Felsenreitschule), 1948
Carl Orff: Afrodité diadala ősbemutató, Milánó, Teatro alla Scala, 1953
Ildebrando Pizzetti: Halál a katedrálisban, német nyelvű ősbemutató, Bécsi Állami Opera, 1960
Claudio Monteverdi: Poppea megkoronázása, Bécsi Állami Opera, 1963
Carl Orff: De temporum fine comoedia, ősbemutató, Salzburg, 1973
1960-ban ő vezényelte salzburgi Großes Festspielhaus megnyitópremierjét (Richard Strauss: A rózsalovag).
A Salzburgi Ünnepi Játékok művészeti vezetőjeként 1956–1960 között tevékenykedett, de szerződése lejárta után is tovább dolgozott karmesterként, később, 1964-től 1988-ig az igazgatótanács tagjaként fontos szerepet töltött be a művészeti programok tervezésében.
1967-ben megalapította a Salzburgi Húsvéti Fesztivált, amelyet haláláig irányított: minden évben kidolgozott egy operabemutatót a Berlini Filharmonikus Zenekarral, a berlini szenátus egyetértésével és ebben az együttműködésben megalapította a Salzburgi Pünkösdi Fesztivált is.
1977-ben visszatért a bécsi operába, ahol A trubadúrt (1978-as élő tévéadásban), a Bohéméletet és a Figaro házasságát, a következő évben pedig a Don Carlost vezényelte.
1978. május 12-én megkapta a Salzburgi Egyetem díszdoktori címét.
Az 1970-es évek közepétől egészségi problémákkal küszködött, de ez sem akadályozta meg világ körüli turnéiban.
A Falstaff volt 1982-ben az első élő operaközvetítés a Salzburgi ünnepi játékokról; a következő évben pedig A rózsalovag (1984, nyitó fölújítás), a Don Carlos (1986) és a Don Giovanni (1987) élő közvetítései.
1985-ben Mozart Koronázási miséjét (Szent Péter-bazilika) vezényelte a szent II. János Pál pápa által pontifikált nagymisén. 1987-ben a Bécsi Filharmonikusok újévi koncertjének műsorát dirigálta, amelynek a felvétele az egyik legkeresettebb komolyzenei felvétel.
Alkalmanként zongoraművészként is megjelent koncertjein, a barokk zenét gyakran vezényelte csembaló mellől (A négy évszak, Antonio Vivalditól) Anne-Sophie Mutterrel a Berlini Filharmonikusok Kamarazenei termének megnyitóján.
Alapító tagja volt a Berlini Hindemith Társaságnak.
Nagyon érdekelte a zenei reprodukció technikája és nagy hangsúlyt helyezett a médiában a klasszikus zene élethű megszólalására. Sőt, ő támogatta számos művész, pl. Hildegard Behrens német szoprán, Christoph Eschenbach német zongorista-karmester, Anne-Sophie Mutter német hegedűs, Jewgeni Igorewitsch Kissin orosz zongorista, Mirella Freni olasz szoprán, Agnes Baltsa görög mezzoszoprán, José Carreras és számosak pályáját.

## Jelentősége
Jellemzői a kifogástalan mesterségbeli tudás, a nagyfokú munkaszeretet és a tökéletességre való törekvés voltak. Határtalan művészi igényességgel nyúlt mindenhez, nem kímélve sem magát, sem énekeseit, sem zenekarát. Ezzel számtalan súrlódást, összeütközést generált, sikereit botrányok fűszerezték Bécsben, Berlinben, Milánóban és Salzburgban. A Berlini Filharmonikusokkal mégis több mint három évtizedig, a bécsiekkel pedig kettőig bírta.
Kiváló formaérzékkel megáldott, szuggesztív karaktere volt. Opera- és koncertdirigensként a 20. század legjobbjai közé tartozik. Zenei tolmácsolása precízségéről és objektivitásáról volt híres, ám élete alkonyán stílusa egyre szubjektívebb lett. A viharos személyiségét érintő kritikák is mindig elismerték művészi értékeit. Mindenkivel szemben fensőbbségre törekedett.
Nehéz gerincoperációja sem törte meg lelkierejét, görnyedten és fájdalomtól elnyűve is pálcája a szférák zenéjét csalta elő zenekarából. Wagner volt az igazi területe, de Beethoven és Mozart is hitelesen szólt interpretációjában. Az olasz opera nagyságainak műveit is felejthetetlenül szólaltatta meg.
Művészi öröksége igen terjedelmes, több száz nagylemez, 12 milliós eladott példányszámban került ki a keze alól. Szériában Beethoven szimfóniáit, Mozart és Wagner dalműveit többször is rögzítette, a tökéletességre törekedve. Muzsikusai üzleti célokról suttogtak, lázadozni viszont csak betegsége alatt mertek.

## Emlékezete

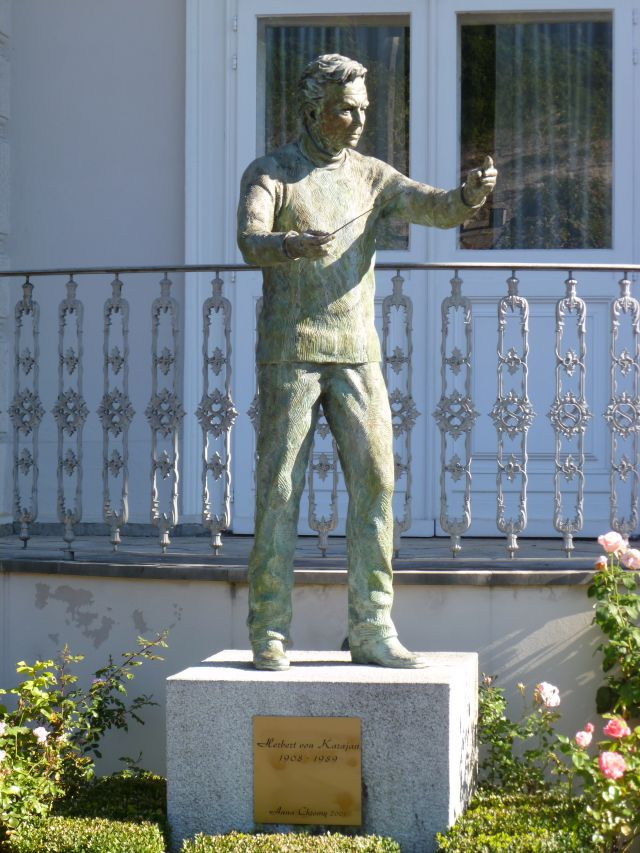
Szobra szülőháza kertjében

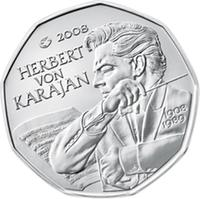
Az osztrák öteuróson (2008)

Bécsben, Salzburgban és Tokióban teret, Berlinben utcát neveztek el róla.
Születése 100. évfordulójára szülőháza kertjében felállították életnagyságú, egész alakos bronzszobrát.
1991. június 13-án 500 osztrák schillinges ezüst emlékérmet verettek 350 000 példányban, előlapján a híres karmester portréjával, neve meg az aláírásával, hátoldalán pedig a salzburgi Festspielhaus képe.
1999. július 16-án, pontosan tíz évvel a mester halála után, Claudio Abbado, Karajan utódja a Berlini Filharmonikusok vezető karmestereként a salzburgi dómban nagy elődje lelki üdvéért Mozart Requiemjét vezényelte.

## Díjai
- UNESCO-Zene-díj

### Könyvek
- Karl Löbl: Das Wunder Karajan. Heyne, München 1978, ISBN 3-453-00827-8
- Ernst Haeusserman: Herbert von Karajan. Biographie. Goldmann, München 1983, ISBN 3-442-33100-5
- Robert C. Bachmann: Karajan. Anmerkungen zu einer Karriere. Econ, Düsseldorf-Bécs, 1983, ISBN 3-430-11109-9
- Roger Vaughan: Herbert von Karajan. Ein biographisches Porträt. Ullstein, Frankfurt am Main 1986, ISBN 3-550-07974-5
- Wolfgang Stresemann: „Ein seltsamer Mann …“ Erinnerungen an Herbert von Karajan. Ullstein, Berlin: Ullstein 1991. Neuauflage: List, München, 2008, ISBN 978-3-548-60827-3
- Werner Thärichen: Paukenschläge. Furtwängler oder Karajan. Henschel, Berlin 1991, ISBN 3-362-00535-7
- Klaus Lang: Herbert von Karajan. Der philharmonische Alleinherrscher. M-und-T, Zürich, St. Gallen 1992, ISBN 3-7265-6025-4
- Franz Endler, Karl Michael Fritthum: Karajan an der Wiener Oper. Dokumentation einer Ära. Holzhausen, Bécs, 1997, ISBN 3-900518-64-5
- Richard Osborne: Une vie pour la musique. L’Archipel, Párizs, 1999, ISBN 2-84187-189-4
- Richard Osborne: Herbert von Karajan. Leben und Musik. Zsolnay, Wien 2002, ISBN 3-552-05171-6. dtv, München, 2008, ISBN 978-3-423-34477-7
- Bruno Streiff: Karajan, le chef d’orchestre. Éd. Complicités, Grignan, 2003, ISBN 2-910721-63-9
- Annemarie Kleinert: Berliner Philharmoniker von Karajan bis Rattle. Jaron, Berlin, 2005, ISBN 3-89773-131-2
- Peter Uehling: Karajan. Eine Biographie. Rowohlt, Reinbek bei Hamburg, 2006, ISBN 3-498-06884-9
- Eliette von Karajan: Mein Leben an seiner Seite. Ullstein, Berlin, 2008, ISBN 978-3-550-08722-6
- Eleonore Büning: Karajan, Dirigent. Ein Interpret wird besichtigt. Insel, Frankfurt am Main, 2008, ISBN 978-3-458-35027-9.
- Herbert von Karajan, fotografiert von Erich Lessing; Text von Rainer Bischof. Böhlau, Bécs, 2008, ISBN 978-3-205-77730-4
- Jürg Stenzl (Hrsg.): Herbert von Karajan. Der Dirigent im Lichte einer Geschichte der musikalischen Interpretation. Pustet, Salzburg 2008, ISBN 978-3-7025-0583-7
- Peter Boeckmann: Erinnerungen an und um Herbert von Karajan von einem, der dabei war. Verlag Berger, Horn/Bécs, 2011, ISBN 978-3-85028-541-4

### Cikkek
- Musik / Karajan – Das magische Plus. (németül)  Der Spiegel,  12. sz. (1955)
- Richard Klein:  Musikkolumne: Der Fall Herbert von Karajan. (németül)  Merkur. Deutsche Zeitschrift für europäisches Denken,  LVII. évf.  4. sz. (2003. április)   339–344. o.
- Hans-Joachim Hinrichsen:  Leben und Musik Herbert von Karajans. (németül)  Musik & Ästhetik,  VIII. évf.  32. sz. (2004. október)   98–102. o.
- Hans-Joachim Hinrichsen:  Wirtschaftswunder und absolute Musik. Zu Peter Uehlings neuer Karajan-Monographie. (németül)  Musik & Ästhetik,  XI. évf.  42. sz. (2007. április)   105–110. o.
- Richard Klein:  Physiognomie eines Interpreten. Zu Peter Uehlings Karajan-Deutung. (németül)  Merkur. Deutsche Zeitschrift für europäisches Denken,  LXI. évf.  3. sz. (2007. március)   258–266. o.
- Elfriede Jelinek, Christa Ludwig, Oliver Rathkolb et al:  Dunkler Mann, heller Mann: Acht Stimmen zu einem Phänomen. (németül)  Die Presse,   (2008. március 29.)   I–II. o.
- Frank Raberg: Biografisches Lexikon für Ulm und Neu-Ulm 1802–2009. (németül) Ostfildern: Süddeutsche Verlagsgesellschaft Ulm im Jan Thorbecke Verlag. 2010.   193. o. ISBN 978-3-7995-8040-3

### Lexikonok
- Alain Pâris: Lexikon der Interpreten der klassischen Musik im 20. Jahrhundert. dtv/Bärenreiter, München/Kassel, 1992, S. 364f, ISBN 3-423-03291-X
- Fred K. Prieberg: Handbuch Deutsche Musiker 1933–1945. Kiel, 2004, S. 3545–3577 (CD–ROM-Lexikon)

### Filmek
- Maestro, Maestro! Dokumentation, Frankreich, Schweiz, Deutschland, 1999, 52 Min., Buch: Claire Alby, Regie: Claire Alby, Patricia Plattner, Produktion: arte, Inhaltsangabe von arte
- Herbert von Karajan – Der Mensch. Dokumentation, Deutschland, 45 Min., 2008, Buch und Regie: Otto Schwarz, Produktion: NDR, 30. März 2008, Inhaltsangabe vom NDR
- Filmstar Karajan. Dokumentation, Deutschland 2008, 52 Min., Buch und Regie: Georg Wübbolt, Produktion: arte, Br, RBB, Inhaltsangabe
- Karajan. Das zweite Leben. Dokumentarfilm, Österreich, 2012, 80 Min., Buch und Regie: Eric Schulz, Produktion: Servus TV, Erstsendung: 25. Dezember 2012 bei arte, Film-Ankündigung, online-Video, Besprechung von Eleonore Büning (FAZ)